# بات مورتون
بات مورتون (بالإنجليزية: Pat Morton)‏ هو سياسي أسترالي، ولد في 28 أكتوبر 1910 في ليزمور في أستراليا، وتوفي في 18 يناير 1999 في أستراليا. حزبياً، نشط في الحزب الليبرالي الأسترالي. وقد انتخب عضو الجمعية التشريعية نيو ساوث ويلز.